# Người Mỹ gốc Scotland-Ireland
Người Mỹ gốc Scotland-Ireland là hậu duệ của người Ulster Tin Lành, người di cư trong thế kỷ 18 và 19. Năm 2017 theo Khảo sát cộng đồng Mỹ, 5,9 triệu (1,7% dân số) báo cáo tổ tiên của Scotland, thêm 3 triệu người (0,9% dân số) được xác định cụ thể hơn với tổ tiên Scotland-Ireland và nhiều người tuyên bố "tổ tiên người Mỹ" thực sự có thể là của tổ tiên Scotland-Ireland. Thuật ngữ Scotland-Ireland được sử dụng chủ yếu tại Hoa Kỳ những người có cùng tổ tiên được xác định là người Ulster Scotland. Những người này bao gồm 200.000 người theo tín đồ Trưởng lão Scotland định cư ở Ireland trong khoảng thời gian từ năm 1608 đến năm 1697. Nhiều người định cư gốc Anh thời kỳ này cũng là Trưởng lão, mặc dù ngày nay, giáo phái này được xác định rõ nhất với Scotland. Khi vua Charles I cố gắng buộc những vị Trưởng lão này vào Giáo hội Anh và thập niên 1630, nhiều người đã chọn tái định cư đến Bắc Mỹ nơi tự do tôn giáo lớn hơn. Những nỗ lực sau đó để buộc Giáo hội Anh kiểm soát những người Tin lành bất đồng chính kiến ở Ireland đã dẫn đến những làn sóng di cư xa hơn đến các thuộc địa xuyên Đại Tây Dương.

## Nhân vật nổi tiếng

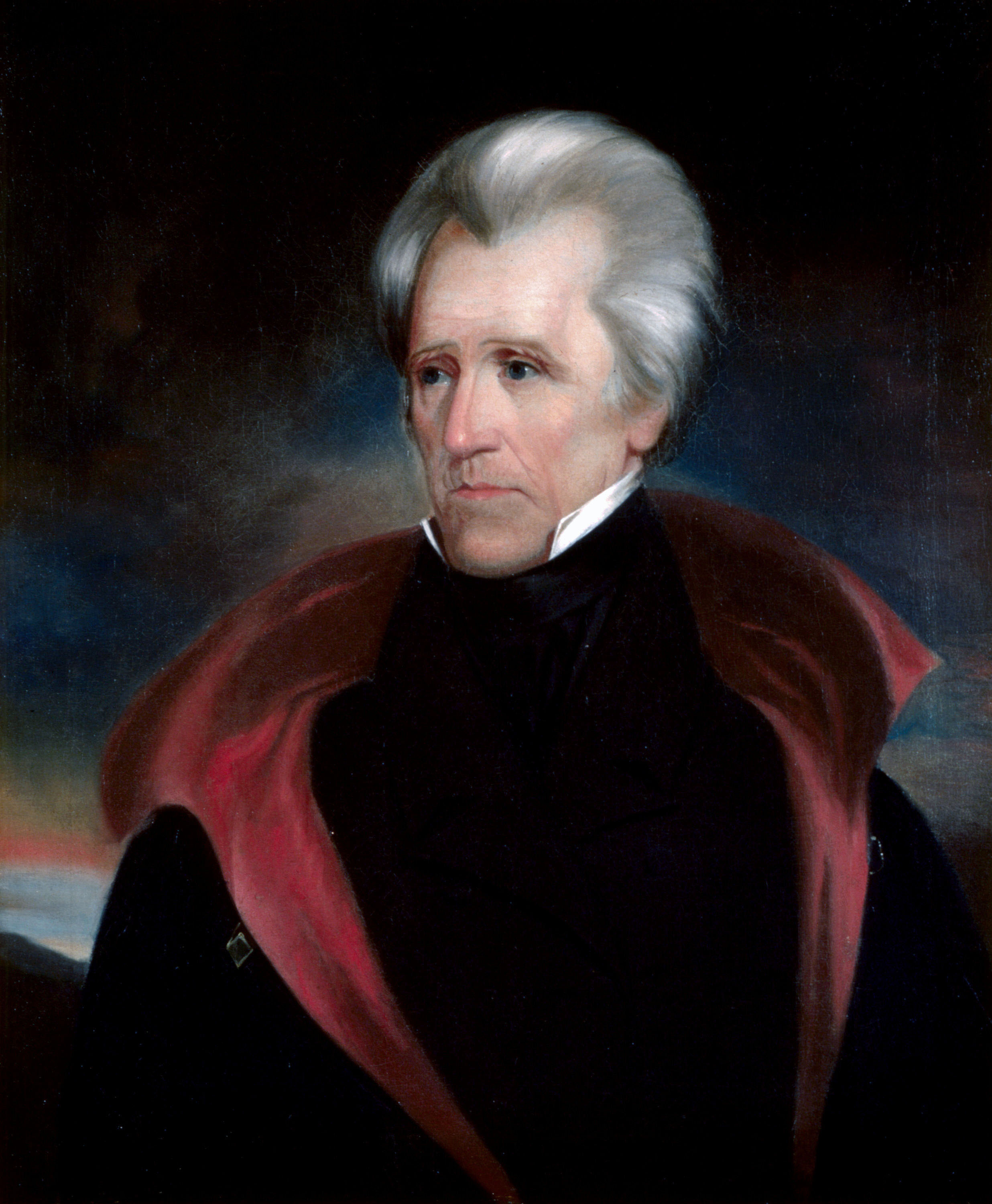
Andrew Jackson, tổng thống Mỹ thứ 7.
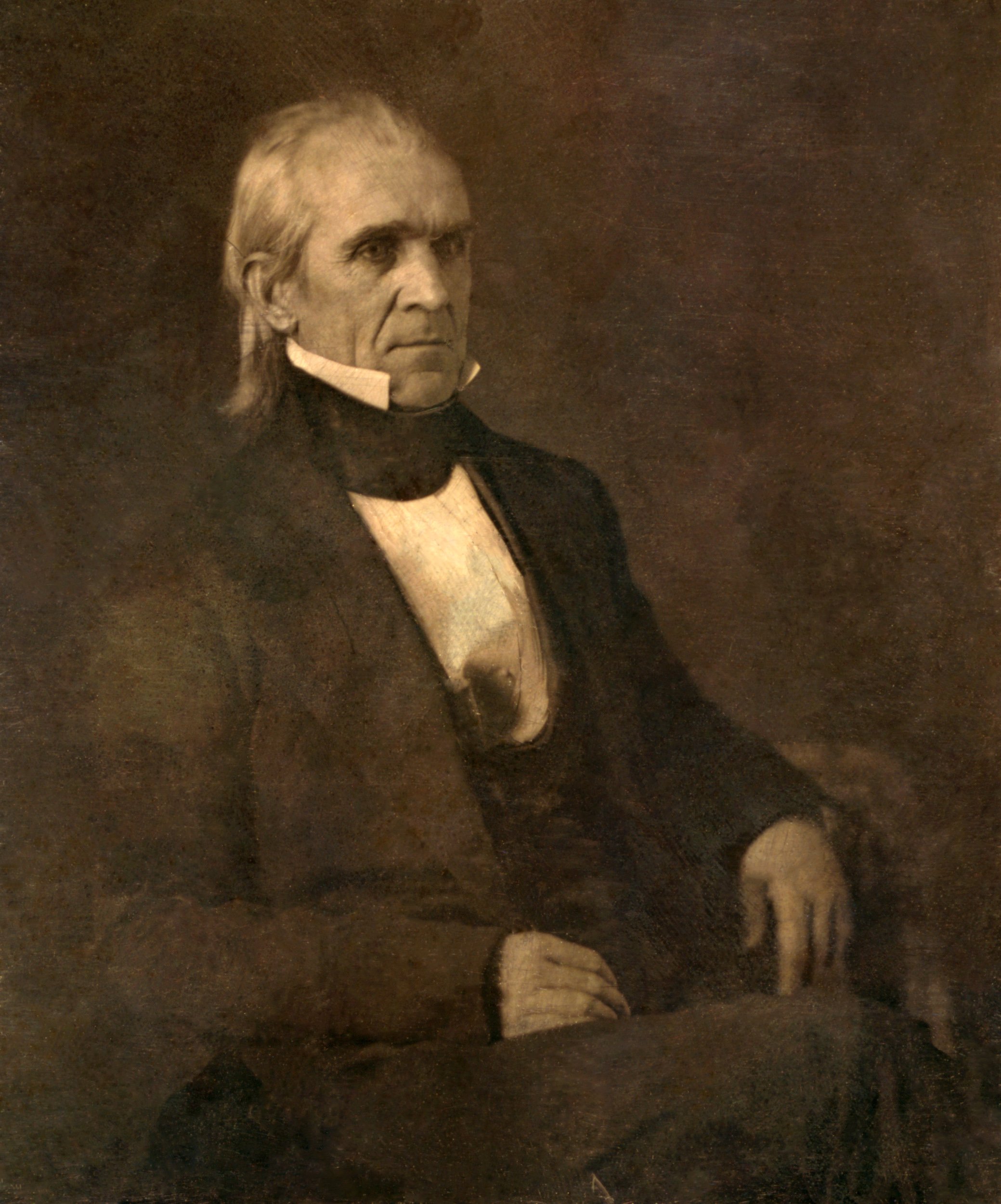
James Polk, tổng thống Mỹ thứ 11.
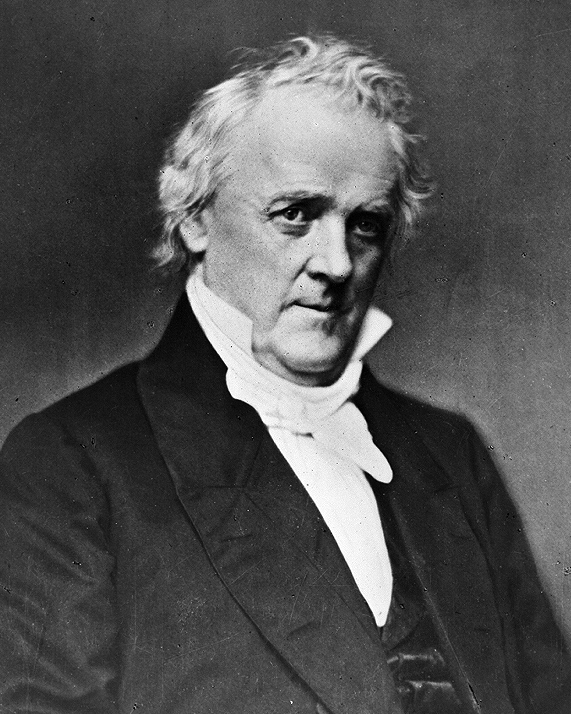
James Buchanan, tổng thống Mỹ thứ 15.
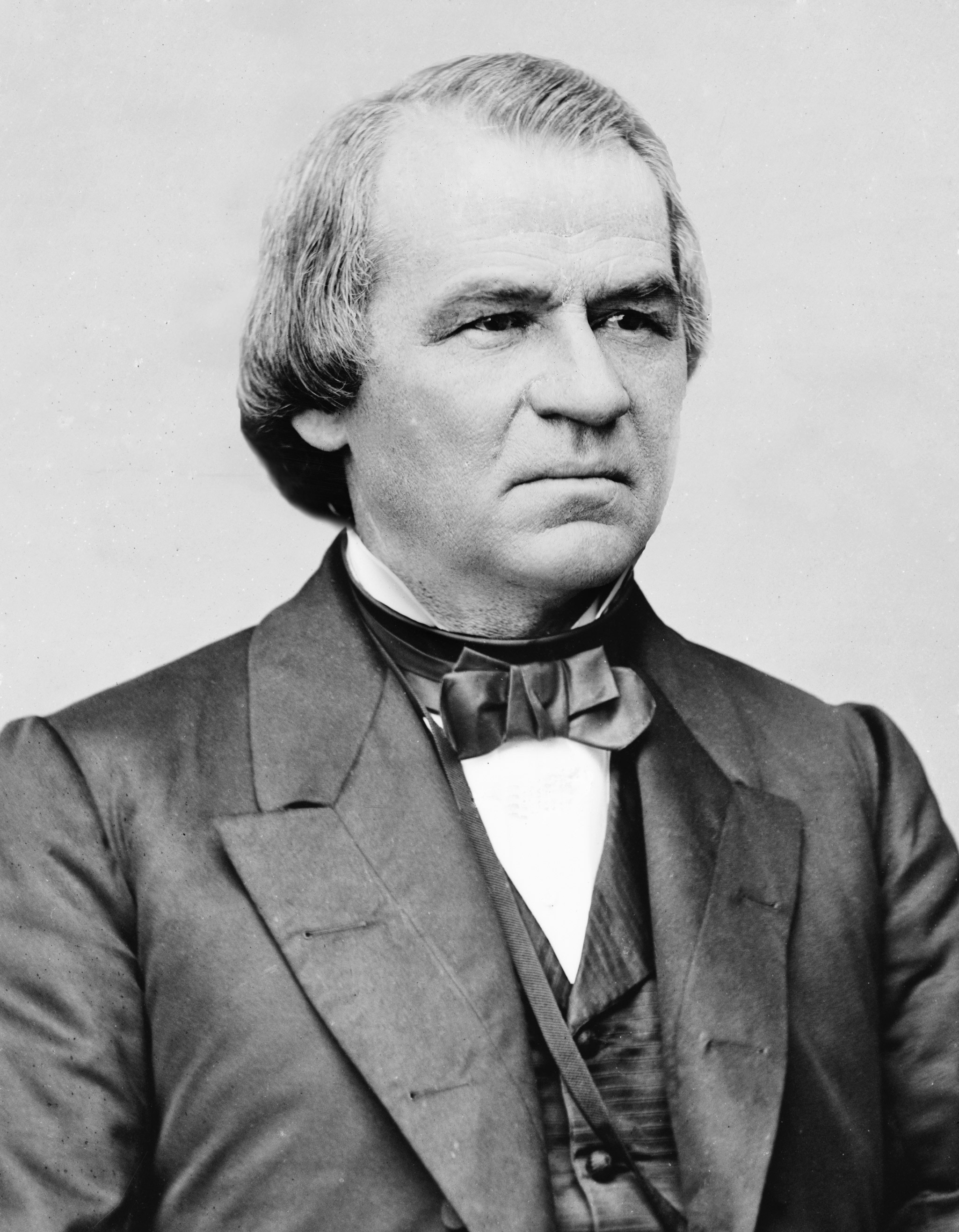
Andrew Johnson, tổng thống Mỹ thứ 17.
Barack Obama, tổng thống Mỹ thứ 44 và là tổng thống người Mỹ gốc Phi đầu tiên.